# Territorialitetsprincipen
Territorialitetsprincipen är inom straffrätten en princip enligt vilken varje stat skall eller får bestraffa alla brott begångna inom landet, oavsett gärningsmannens och offrets medborgarskap och hemvist. Inom den internationella privaträtten och den internationella processrätten talar territorialitetsprincipen anhängare för att lagar, beslut och förfarande utfärdade, fattade respektive inledda i ett land territorium. Territorialitetsprincipen har diskuterats särskilt i samband med verkningarna av bland annat konfiskationer, dödsbon, och konkurser.
Motsatsen till territorialitetsprincipen är universalitetsprincipen eller, i vissa fall, personalitetsprincipen.   